# عملیات کاکپیت

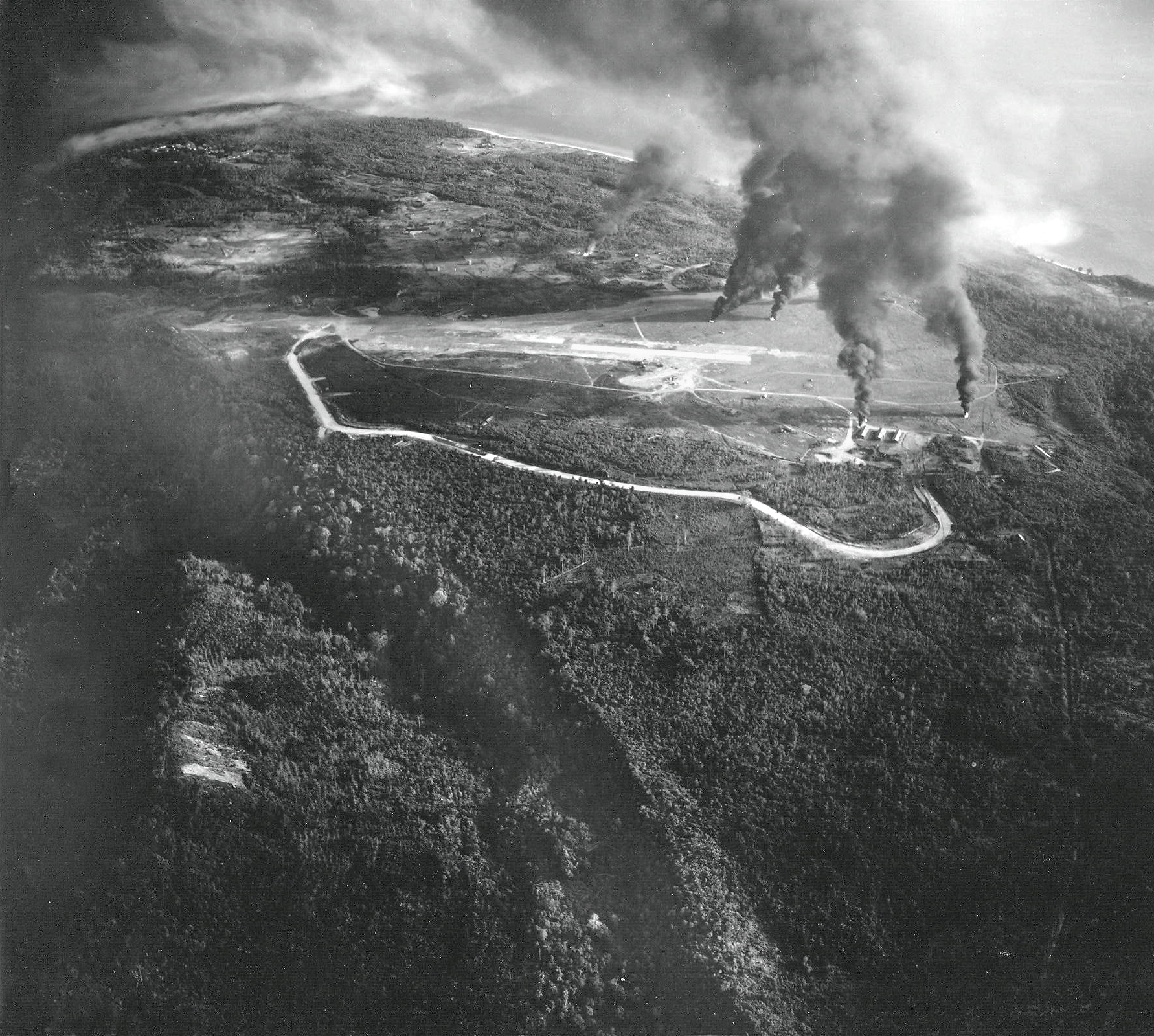
نمایی از حمله به فرودگاه سابانگ ژاپن در سابانگ - ۱۹ آوریل ۱۹۴۴ توسط هواپیماهای ناوهای هواپیمابر USS Saratoga (CV-3) و HMS Illustrious (87) در طی عملیات کاکپیت

عملیات کاکپیت (به انگلیسی: Operation Cockpit) نام حمله‌ای هوایی از سوی متفقین در جریان جنگ جهانی دوم بود که از سوی دو یگان دریایی ۶۹ و ۷۰ در ۱۹ آوریل ۱۹۴۴ میلادی انجام‌شد. این نیروها دربرگیرندهٔ بیست و دو کشتی جنگی -که دوتای آنها ناو هواپیمابر بودند- متشکل از نیروی دریایی پادشاهی بریتانیا، نیروی دریایی سلطنتی استرالیا، نیروی دریایی فرانسه، نیروی دریایی پادشاهی هلند، نیروی دریایی پادشاهی زلاند نو و نیروی دریایی ایالات متحده آمریکا بودند. آماج این عملیات بندر و سازه‌های نفتی امپراتوری ژاپن در جزیره سابانگ در شمال سوماترا بود.